# Władysław Wincenty Krasiński
Il conte Władysław Wincenty Krasiński (Varsavia, 27 settembre 1844 – Mentone, 6 febbraio 1873) è stato un nobile e scrittore polacco.

## Biografia
Władysław era il figlio di Zygmunt Krasiński, e di sua moglie, Eliza Branicka.

## Carriera
Studiò a Parigi. Durante la Rivolta di gennaio lavorò insieme al principe Władysław Czartoryski. Era appassionato di discipline umanistiche.
Al suo ritorno in patria, dal 1869 al 1872 pubblicò ogni anno "Biblijoteka Ordynacyi Krasińskich" dai manoscritti della sua collezione di libri; separatamente nel 1868 pubblicò "Dyjaryjusz sejmu piotrkowskiego z 1565 r.". Oltre a numerosi opuscoli sul diritto e l'economia politica (in francese), pubblicò anche "Przyczynek do histoiryi dyplomacyi w Polsce 1566-72".

## Matrimonio
Nel 1868 a Krzeszowice sposò Róża Potocka (1849-1937), figlia del conte Adam Józef Potocki. In passato Róża era innamorata di Edward Aleksander Raczyński, che a sua volta fu costretto a sposare la sorella di Władysław, Maria Beatrix. Entrambi i matrimoni si rivelarono infruttuosi e di breve durata, perché la giovane famiglia Krasiński aveva la tubercolosi ereditaria.
La coppia ebbe tre figli:
- Adam Krasiński (1870-1909)
- Elżbieta Krasińska (1871-1905), sposò Jan Tyszkiewicz
- Zofia Krasińska (1873-1891)